# Varmekraftmaskine
En varmekraftmaskine er et apparat som kan hente mekanisk energi ud af en temperaturforskel eller trykforskel mellem to reservoirer.
Eksempler på varmekraftmaskine-kredsprocesser:
- Dampkraft-kredsprocesser. I disse cykler og motorer er arbejdsmediet på flydende og gasform:
  - Rankine-kredsproces (dampmaskine)
  - Regenerativ-kredsproces Mere effektiv end Rankine-kredsproces.
- Gas-kredsprocesser. I disse kredsprocesser, hvis motorer kaldes varmluftmotorer, er arbejdsmediet altid på gasform og evt. varme fås fra ekstern forbrænding:
  - Carnot-kredsproces (ideel teoretisk varmekraftmaskine)
  - Brayton-kredsproces eller Joule-kredsproces (gasturbine)
  - Stirling-kredsproces (Stirlingmotor)
- Gas-kredsprocesser med intern forbrænding:
  - ICE (eng. Internal Combustion Engine) Dansk: intern forbrændingsmotor:
    - Ottomotor (f.eks. benzinmotor, Wankelmotor)
    - Miller-kredsproces Forbedret Ottomotor.
    - Dieselmotor
- Køling
  - Carnot køling
  - Absorptionskøling
  - Varmepumpe

## Ukendt indplacering
- CO-motor, *Matt Keveney: Animated Engines, CO2 Arkiveret 4. december 2004 hos  Wayback Machine